# 黄春燕
黄春燕（1971年3月—），安徽省五河县人，汉族，中国共产党党员。中华人民共和国政治人物、第十三届全国人民代表大会安徽地区代表。2016年时，为安徽博微长安电子有限公司的高级焊工。

## 生平
2010年12月，成立以黄春燕为技术骨干的“长安焊接技能大师工作室”。2011年，黄春燕荣获中国电子科技集团第38研究所“十大感动人物”称号。所在岗位被评为“优秀党员示范岗”。2016年，黄春燕被评选为安徽省优秀共产党员。2018年2月24日，当选为第十三届全国人大代表。